# Tricentrogyna rubripictata
Tricentrogyna rubripictata là một loài bướm đêm trong họ Geometridae.